# Eccardo II di Meißen
Eccardo II di Meißen (985 – 24 gennaio 1046) fu margravio di Meißen dal 1031 sino alla sua morte.

## Biografia
Era figlio di Eccardo I e di Swanehilde di Sassonia della dinastia dei Billunghi. Alla morte del fratello Ermanno, gili succedette nel margraviato di Meißen. Come guardiano della frontiera ad est in difesa dall'espansione di Polonia e Boemia, egli fu sovente al servizio degli Imperatori Corrado II ed Enrico III contro queste minacce, tra cui il duca Bretislao I, detto l'"Achille Boemo". Quest'ultimo, alleato di Pietro Orseolo d'Ungheria, che governava anche la Baviera, aveva ottenuto notevoli successi in Lusazia ed in Polonia, tanto da essere temuto dall'Imperatore, che decise di invadere la Boemia. Eccardo prese parte ad entrambe le campagne di Enrico, nel 1040 e nel 1041, diventando così il suo più fedele alleato: la prima, senza successo a seguito delle sconfitte nella battaglia di Biwanka e nella battaglia di Chlumec, venne ripagata dalla seconda, che portò alla vittoria e a un trattato di pace che ridimensionava le conquiste boeme. Eccardo rimase uno dei più stretti consiglieri di Enrico, fino a quando morì nell'epidemia che investì la Sassonia nel 1046. Prima di morire, egli affidò le proprie terre ad Enrico, che concesse il margraviato a Guglielmo IV, conte di Weimar e di Orlamünde. Sempre prima di morire, fece una grossa donazione all'abbazia di Gernrode, retta dalla probabile cognata Hacheza di Ballenstedt.

## Matrimonio e figli
Sposò Uta di Ballenstedt, da cui non ebbe figli; fu quindi l'ultimo della stirpe degli Eccardingi.